# Méthode des résidus
Ne doit pas être confondu avec Théorème des résidus.
La méthode des résidus est appliquée en biologie, surtout dans la recherche. Elle est plus une méthode de découverte qu'une méthode de démonstration, elle doit être vérifiée par la méthode des différences. 

## Méthode
Supposons que le phénomène PRS ait pour antécédent constant ABC. Si par ailleurs, on a démontré que 
- B est la cause de R
- C est la cause de S
- Alors on peut dire que A est la cause de P